# Liste der Einträge im National Register of Historic Places im Franklin County (Missouri)

Lage des Franklin County in Missouri

Die Liste der Einträge im National Register of Historic Places im Franklin County in Missouri führt die Bauwerke und historischen Stätten im Franklin County auf, die in das National Register of Historic Places aufgenommen wurden.

## Legende
| NRHP | Historic Place    |
| HD   | Historic District |

## Aktuelle Einträge
| [ 3 ] | Name                                               | Bild                                    | Eintragsdatum        | Lage | Ort        | Beschreibung |
| ----- | -------------------------------------------------- | --------------------------------------- | -------------------- | --- | ---------- | ------------ |
| 1     | John Abkemeyer House                               | John Abkemeyer House                    | 2000 ID-Nr. 00001088 | 607 Jefferson Street 38° 33′ 17″ N, 91° 0′ 48″ W | Washington |              |
| 2     | AME Church of New Haven                            | AME Church of New Haven                 | 1992 ID-Nr. 92001002 | 225 Selma Street 38° 36′ 48″ N, 91° 12′ 52″ W | New Haven  |              |
| 3     | Henry Bartelmann House                             | Henry Bartelmann House                  | 2000 ID-Nr. 00001089 | 110 West 6th Street 38° 33′ 21″ N, 91° 0′ 54″ W | Washington |              |
| 4     | Bartsch-Jasper House                               | Bartsch-Jasper House                    | 2000 ID-Nr. 00001149 | 138 Old Pottery Road 38° 32′ 49″ N, 91° 2′ 0″ W | Washington |              |
| 5     | Henry F. Beinke House                              | Henry F. Beinke House                   | 2000 ID-Nr. 00001090 | 610 Jefferson Street 38° 33′ 19″ N, 91° 0′ 50″ W | Washington |              |
| 6     | Henry Beins House                                  | Henry Beins House                       | 2000 ID-Nr. 00001091 | 620 Locust Street 38° 33′ 13″ N, 91° 0′ 39″ W | Washington |              |
| 7     | Bethel Church                                      | Bethel Church                           | 1993 ID-Nr. 92001867 | Rund 3 km westlich von Labadie 38° 31′ 7″ N, 90° 52′ 44″ W                                                                                                  | Labadie    |              |
| 8     | Brehe Farmstead Historic District                  | Brehe Farmstead Historic District       | 2000 ID-Nr. 00001092 | 6180 Bluff Road 38° 33′ 45″ N, 91° 3′ 8″ W | Washington |              |
| 9     | H.P. Broeker House                                 | H.P. Broeker House                      | 2000 ID-Nr. 00001147 | 523 Hooker Street 38° 33′ 17″ N, 91° 0′ 39″ W | Washington |              |
| 10    | John H. Broeker House                              |                                         | 2000 ID-Nr. 00001093 | 605 Locust Street 38° 33′ 15″ N, 91° 0′ 40″ W | Washington |              |
| 11    | Henry J. Buhr House                                | Henry J. Buhr House                     | 2000 ID-Nr. 00001087 | 309 Lafayette Street 38° 33′ 30″ N, 91° 0′ 47″ W | Washington |              |
| 12    | John B. Busch Brewery Historic District            | John B. Busch Brewery Historic District | 2000 ID-Nr. 00001094 | 108-130A Busch Avenue 38° 33′ 11″ N, 91° 0′ 55″ W | Washington |              |
| 13    | Caldwell Farm                                      |                                         | 1980 ID-Nr. 80002351 | Bieker Road, südlich von Washington 38° 30′ 32″ N, 90° 59′ 1″ W                                                                                             | Washington |              |
| 14    | Henry Degen House                                  | Henry Degen House                       | 2000 ID-Nr. 00001095 | 112 West 4th Street 38° 33′ 28″ N, 91° 0′ 49″ W | Washington |              |
| 15    | Downtown Washington Historic District              | Downtown Washington Historic District   | 1989 ID-Nr. 89001465 | West Front Street zwischen Stafford Street und Market Street sowie Elm Street zwischen West Front Street und 4th Street 38° 33′ 34″ N, 91° 0′ 47″ W         | Washington |              |
| 16    | Henry Charles Eitzen Building                      | Henry Charles Eitzen Building           | 2000 ID-Nr. 00001096 | 200 Jefferson Street 38° 33′ 29″ N, 91° 0′ 38″ W | Washington |              |
| 17    | Henry and Elizabeth Ernst House                    | Henry and Elizabeth Ernst House         | 2000 ID-Nr. 00001097 | 901 Stafford Street 38° 33′ 2″ N, 91° 1′ 9,7″ W | Washington |              |
| 18    | Fore Shoe Company Building                         | Fore Shoe Company Building              | 2005 ID-Nr. 05001432 | 601 East 6th Street 38° 33′ 15″ N, 91° 0′ 17″ W | Washington |              |
| 19    | Gustav Grauer Farm                                 |                                         | 1984 ID-Nr. 84002142 | Nördlich von Pacific 38° 33′ 56″ N, 90° 44′ 22″ W | Pacific    |              |
| 20    | Charles H. Helm House                              | Charles H. Helm House                   | 2000 ID-Nr. 00001099 | 520 East 5th Street 38° 33′ 12″ N, 91° 0′ 27″ W | Washington |              |
| 21    | John and Wilhelmina Helm House                     |                                         | 2000 ID-Nr. 00001100 | 536 East 5th Street 38° 33′ 11″ N, 91° 0′ 24″ W | Washington |              |
| 22    | International Shoe Company Building                | International Shoe Company Building     | 1994 ID-Nr. 94000287 | 160 North Main Street 38° 20′ 55″ N, 90° 58′ 49″ W | St. Clair  |              |
| 23    | Stephen M. Jones Building                          | Stephen M. Jones Building               | 2000 ID-Nr. 00001101 | 108-110 Jefferson Street 38° 33′ 32″ N, 91° 0′ 37″ W | Washington |              |
| 24    | Christian and Anna Keller Farmstead                |                                         | 2009 ID-Nr. 08000867 | 936 Kohl Country Lane 38° 23′ 57,5″ N, 91° 19′ 56,5″ W | Gerald     |              |
| 25    | Louis Kohmueller House                             | Louis Kohmueller House                  | 2000 ID-Nr. 00001102 | 1380 South Lakeshore Drive 38° 33′ 37″ N, 91° 1′ 57″ W | Washington |              |
| 26    | Albert Krog House                                  | Albert Krog House                       | 2000 ID-Nr. 00001103 | 1395 West Main Street 38° 34′ 10″ N, 91° 1′ 47″ W | Washington |              |
| 27    | Casper Kruse House                                 | Casper Kruse House                      | 2000 ID-Nr. 00001104 | 202 Stafford Street 38° 33′ 44″ N, 91° 1′ 8″ W | Washington |              |
| 28    | Locust Street Historic District                    | Locust Street Historic District         | 2000 ID-Nr. 00001105 | Abgegrenzt durch East Front Street, East 5th Street, Jefferson Street und Hooker Street 38° 33′ 25″ N, 91° 0′ 32″ W                                         | Washington |              |
| 29    | Dr. H.A. May House                                 | Dr. H.A. May House                      | 2000 ID-Nr. 00001106 | 402 Jefferson Street 38° 33′ 24″ N, 91° 0′ 44″ W | Washington |              |
| 30    | Frank Mense House                                  | Frank Mense House                       | 2000 ID-Nr. 00001107 | 304 High Street 38° 33′ 37″ N, 91° 1′ 29″ W | Washington |              |
| 31    | Meramec State Park Beach Area Historic District    |                                         | 1991 ID-Nr. 91001772 | MO 185 Ecke Meramec Road 38° 12′ 24″ N, 91° 5′ 43″ W | Sullivan   |              |
| 32    | Meramec State Park Lookout House/Observation Tower |                                         | 1985 ID-Nr. 85000530 | Östlich von Sullivan abseits der MO 185 38° 12′ 45″ N, 91° 5′ 27″ W                                                                                         | Sullivan   |              |
| 33    | Meramec State Park Pump House                      |                                         | 1985 ID-Nr. 85000530 | Östlich von Sullivan abseits der MO 185 38° 12′ 58″ N, 91° 5′ 31″ W                                                                                         | Sullivan   |              |
| 34    | Meramec State Park Shelter House                   |                                         | 1985 ID-Nr. 85000532 | Östlich von Sullivan abseits der MO 185 38° 12′ 51″ N, 91° 5′ 21″ W                                                                                         | Sullivan   |              |
| 35    | John Meyer House                                   | John Meyer House                        | 2000 ID-Nr. 00001108 | 800 East 6th Street 38° 33′ 6″ N, 91° 0′ 13″ W | Washington |              |
| 36    | Paul Monje House                                   | Paul Monje House                        | 2000 ID-Nr. 00001109 | 1003 West 5th Street 38° 33′ 24″ N, 91° 1′ 31″ W | Washington |              |
| 37    | Moselle Iron Furnace Stack                         |                                         | 1969 ID-Nr. 69000100 | Rund eine Meile südöstlich von Moselle 38° 22′ 48″ N, 90° 52′ 51″ W                                                                                         | Moselle    |              |
| 38    | New Haven Commercial Historic District             | New Haven Commercial Historic District  | 1999 ID-Nr. 99000531 | 111-139 Front Street 38° 36′ 50″ N, 91° 12′ 52″ W | New Haven  |              |
| 39    | New Haven Residential Historic District            | New Haven Residential Historic District | 1999 ID-Nr. 99000661 | Entlang der Wall Street und der Maupin Avenue, abgegrenzt durch Washington Street und Bates Street 38° 36′ 47″ N, 91° 12′ 57″ W                             | New Haven  |              |
| 40    | James North House                                  |                                         | 1984 ID-Nr. 84002534 | MO T 38° 26′ 16″ N, 90° 51′ 24″ W | Labadie    |              |
| 41    | Mark O’Hara House                                  | Mark O’Hara House                       | 2000 ID-Nr. 00001110 | 1 South Point Pl. 38° 32′ 37″ N, 90° 58′ 35″ W | Washington |              |
| 42    | Panhorst Feed Store                                | Panhorst Feed Store                     | 1990 ID-Nr. 90001023 | 465 St. Clair Street 38° 20′ 49″ N, 90° 58′ 56″ W | St. Clair  |              |
| 43    | Wilhelm Pelster House-Barn                         |                                         | 1978 ID-Nr. 78001645 | Südlich von New Haven 38° 29′ 36″ N, 91° 16′ 20″ W | New Haven  |              |
| 44    | Louis H. Peters House                              |                                         | 2000 ID-Nr. 00001111 | 408 East 6th Street 38° 33′ 12″ N, 91° 0′ 35″ W | Washington |              |
| 45    | Joseph Raaf House                                  | Joseph Raaf House                       | 2000 ID-Nr. 00001112 | 602 Jefferson Street 38° 33′ 37″ N, 91° 1′ 29″ W | Washington |              |
| 46    | St. Albans Farms Stone Barn                        | St. Albans Farms Stone Barn             | 2006 ID-Nr. 05001550 | 3476 St. Albans Road 38° 35′ 0″ N, 90° 45′ 27″ W | St. Albans |              |
| 47    | St. Albans General Store                           | St. Albans General Store                | 2003 ID-Nr. 03000204 | 3516 St. Albans Road 38° 34′ 48″ N, 90° 46′ 19″ W | St. Albans |              |
| 48    | Fred Schnier Building                              | Fred Schnier Building                   | 2000 ID-Nr. 00001113 | 10-12 West 2nd Street 38° 33′ 31″ N, 91° 0′ 41″ W | Washington |              |
| 49    | Franz Schwarzer House                              | Franz Schwarzer House                   | 1978 ID-Nr. 78001646 | 2 Walnut Street 38° 33′ 31″ N, 91° 0′ 28″ W | Washington |              |
| 50    | John F. Schwegmann House                           | John F. Schwegmann House                | 1984 ID-Nr. 84002538 | 438 West Front Street 38° 33′ 45″ N, 91° 0′ 54″ W | Washington |              |
| 51    | Spaunhorst and Mayn Building                       | Spaunhorst and Mayn Building            | 2007 ID-Nr. 07000041 | 300-305 Jefferson Street 38° 33′ 31″ N, 91° 0′ 40″ W | Washington |              |
| 52    | Stafford-Olive Historic District                   | Stafford-Olive Historic District        | 2000 ID-Nr. 00001114 | Abgegrenzt durch Stafford Street, Olive Street, West 5th Street und West 2nd Street 38° 33′ 36″ N, 91° 1′ 5″ W                                              | Washington |              |
| 53    | George Tamm Building                               | George Tamm Building                    | 2000 ID-Nr. 00001115 | 121 Jefferson Street 38° 33′ 32″ N, 91° 0′ 39″ W | Washington |              |
| 54    | Tavern Cave                                        |                                         | 1970 ID-Nr. 70000331 | Adresse nicht veröffentlicht | St. Albans |              |
| 55    | Henry C. Thias House                               | Henry C. Thias House                    | 1984 ID-Nr. 84002539 | 304 Elm Street 38° 33′ 32″ N, 91° 0′ 51″ W | Washington |              |
| 56    | Tibbe Historic District                            | Tibbe Historic District                 | 1990 ID-Nr. 90000501 | Abgegrenzt durch Front Street, Market Street, Main Street, Lafayette Street, 2nd Street, OakStreet, 5th Street und Cedar Street 38° 33′ 32″ N, 91° 0′ 57″ W | Washington |              |
| 57    | Jonathan L. Tuepker House                          | Jonathan L. Tuepker House               | 2000 ID-Nr. 00001116 | 519 Stafford Street 38° 33′ 24″ N, 91° 1′ 11″ W | Washington |              |
| 58    | William T. Vitt House                              | William T. Vitt House                   | 2000 ID-Nr. 00001117 | 2 River Pilot Drive 38° 33′ 11″ N, 90° 59′ 49″ W | Washington |              |
| 59    | Louis Wehrmann Building                            | Louis Wehrmann Building                 | 2000 ID-Nr. 00001118 | 212 Jefferson Street 38° 33′ 28″ N, 91° 0′ 40″ W | Washington |              |

## Frühere Einträge
| [ 3 ] | Name                        | Bild | Eintragsdatum        | Lage                                                   | Ort        | Beschreibung                     |
| ----- | --------------------------- | ---- | -------------------- | ------------------------------------------------------ | ---------- | -------------------------------- |
| 1     | John Glaser Pottery Factory |      | 2000 ID-Nr. 00001098 | 812 West Front Street 39° 37′ 25,8″ N, 91° 18′ 30,1″ W | Washington | 2005 aus dem Register gestrichen |